# Vs. Super Mario Bros.
Vs. Super Mario Bros is een op Super Mario Bros. gebaseerd arcade spel. Het is gemaakt voor het op de NES gebaseerde arcade cabinet, het Nintendo Vs. Unisystem (en zijn variant de Nintendo Vs. Dualsystem). Het spel lijkt erg veel op Super Mario Bros., want de eerste levels zijn nauwelijks veranderd. Er zijn alleen kleine veranderingen, zoals verborgen paddenstoelen voor een extra leven. De latere levels zijn echter geheel veranderd (veel van deze levels verschenen later in de Japanse Super Mario Bros. 2, later uitgebracht in Europa en Noord-Amerika in Super Mario All-Stars als Super Mario Bros.: The Lost Levels). De speler begint met maar twee levens, in plaats van de standaard drie en er zijn 256 muntjes nodig voor een leven, in plaats van de 100 in alle andere versies. Deze veranderingen maken Vs. Super Mario Bros. een stuk lastiger dan het originele Super Mario Bros.